# Lugger (imbarcazione)

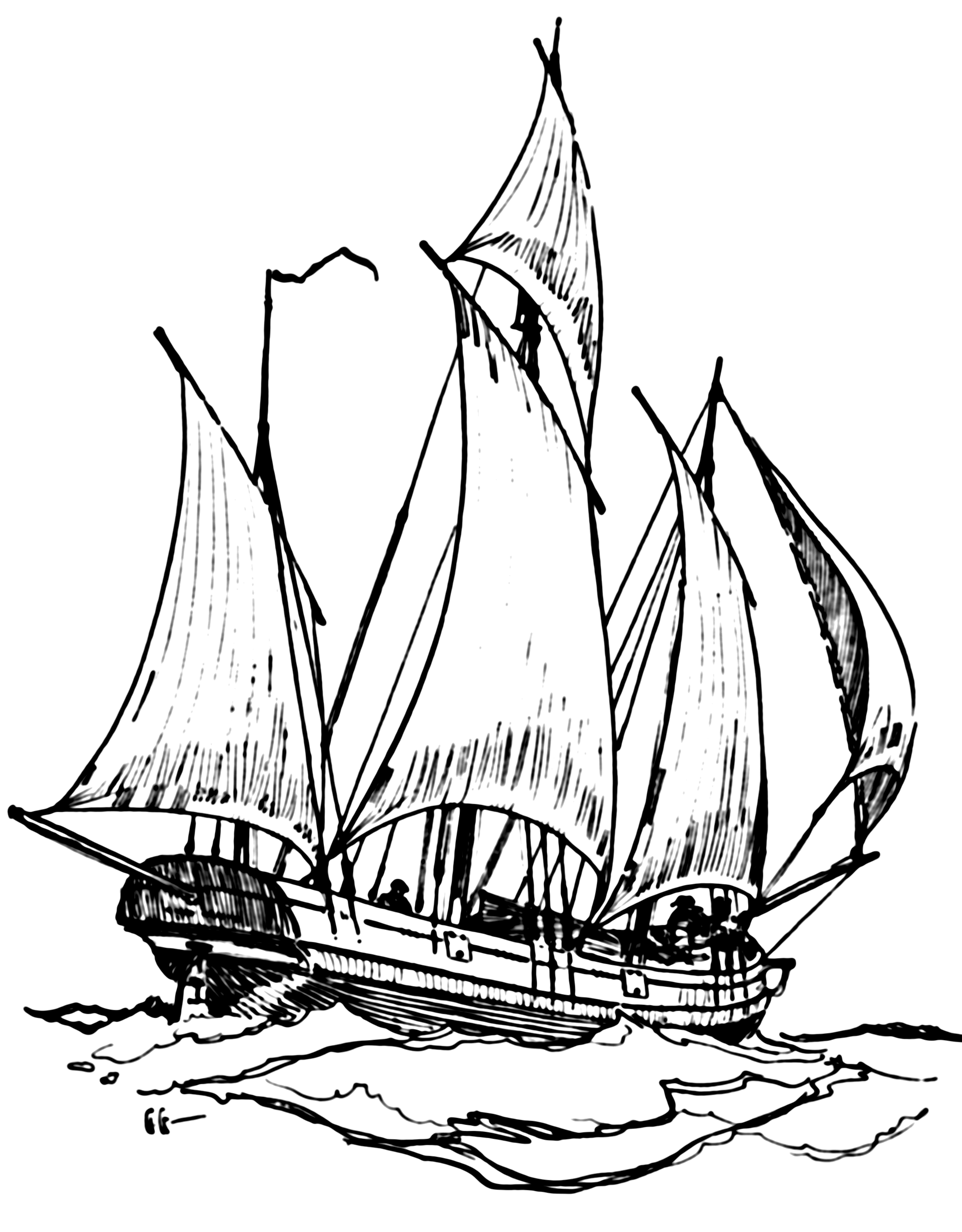

Il Lugger è una piccola imbarcazione, solitamente utilizzata per la pesca, tipica della Francia, dell'Inghilterra e della Scozia, specificatamente una barca a vela con vela al terzo.